# Paso del Norte, Veracruz
Paso del Norte är en ort i Mexiko.   Den ligger i kommunen Tamiahua och delstaten Veracruz, i den sydöstra delen av landet, 260 km nordost om huvudstaden Mexico City. Paso del Norte ligger 18 meter över havet och antalet invånare är 218.
Terrängen runt Paso del Norte är platt, och sluttar österut. Runt Paso del Norte är det ganska glesbefolkat, med 34 invånare per kvadratkilometer. Närmaste större samhälle är Tamiahua, 11,3 km norr om Paso del Norte. Trakten runt Paso del Norte består till största delen av jordbruksmark.